# Le Plan-de-la-Tour
Le Plan-de-la-Tour è un comune francese di 2 913 abitanti situato nel dipartimento del Var della regione della Provenza-Alpi-Costa Azzurra.
Si è chiamata Plan-de-la-Tour fino al 3 ottobre 2008

## Società

### Evoluzione demografica
Abitanti censiti